# Christian Fuchs (Musiker)

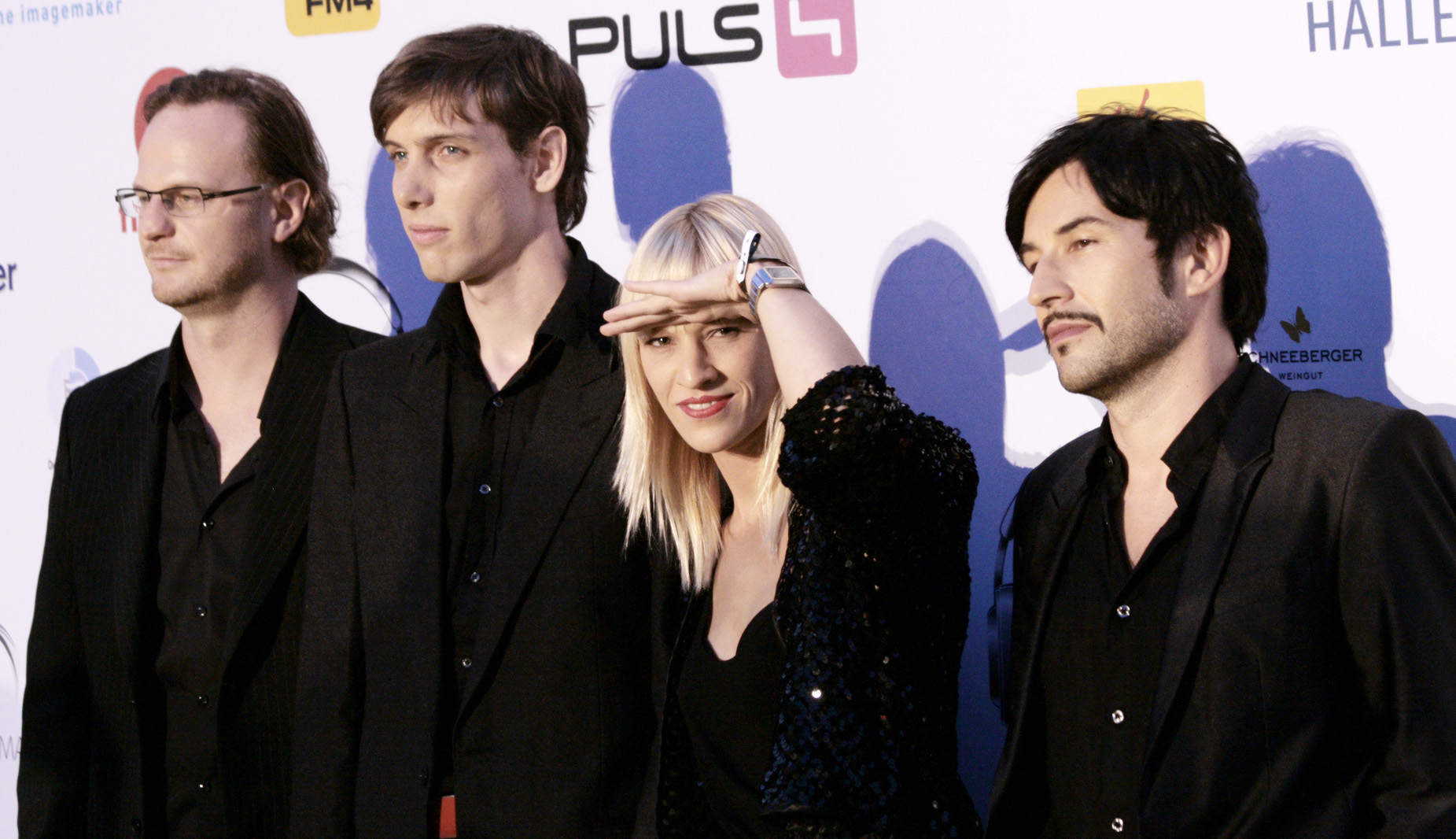
Christian Fuchs (ganz rechts) mit Bunny Lake

Christian Fuchs (* geboren in Graz) ist ein österreichischer Musiker, Journalist, Radiomoderator und DJ.

## Leben und Wirken
Christian Fuchs gründete 1987 die Industrial-Rock-Band Fetish 69, bei der er bis zur Auflösung 2003 als Sänger wirkte. Danach war er bei dem Trip-Hop-Projekt Toxic Lounge tätig. Nach der Auflösung von Fetish 69 folgte 2004 die Gründung der Elektropop-Band Bunny Lake (Klein Musik, Universal) und parallel dazu die Neigungsgruppe Sex, Gewalt und gute Laune (Trost Records, Trikont) – ein Zusammenschluss der FM4-Journalisten Fritz Ostermayer, David Pfister und Robert Zikmund. Mit der „Neigungsgruppe“ waren die Anfänge gelegt für die Neuinterpretation des „Wienerlieds“, die Fuchs mit dem Musikprojekt Die Buben im Pelz (Konkord, Noise Appeal Records) weiterführte. Seit 2016 ist der in Wien lebende Musiker zusätzlich mit seinem düsteren Folkpop-Projekt Black Palms Orchestra (Seayou Records) in der österreichischen Musiklandschaft vertreten, das sich an Film-Soundtracks orientiert. Seit 2024 veröffentlicht Fuchs gemeinsam mit Berit Gilma unter dem Namen Der Kleine Tod (Seayou Records).
Seit 1995 ist er bei dem österreichischen Radiosender FM4 tätig, als Film- und Musikjournalist. Seit damals moderiert Fuchs auch wöchentlich, mit wechselnden Kollegen, die Radiosendung House of Pain, die er gemeinsam mit Hannes Eder (Universal Österreich) gründete. Die Sendung widmet sich Genres wie Rock, Metal und Industrial. Zuvor war Fuchs ab 1990 als freier Radiomacher bei der Ö3-Sendung Die Musicbox tätig.
Zu seinen weiteren beruflichen Aktivitäten zählen auch die Leitung der Film- und Musik-Redaktion des Lifestyle-Magazins Ahead (1996–2005) und die Leitung der Musikredaktion des Jugendmagazins IQstyle (1998–2008), beide im Verlag Ahead Media.
Als Journalist schreibt Christian Fuchs oft über die düsteren Seiten der Popgeschichte und auch vermehrt über (Horror-)Filme. 1995 veröffentlichte er das Buch Kino Killer: Mörder im Film beim deutschen Verlag Edition Belleville. 2002 erschien eine englische Ausgabe des Buchs beim britischen Verlag Creation Press unter dem Titel Bad Blood: An Illustrated Guide to Psycho Cinema.
Seit 2020 ist Fuchs regelmäßiger Co-Moderator des FM4 Filmpodcast. Seit Oktober 2021 gestaltet er gemeinsam mit dem deutschen Horrorfilmregisseur Jörg Buttgereit die Reihe Nackt und Mutiert – Filmlektionen zu zwielichtigen Welten im Volkstheater Wien.

## Einflüsse
1998 war Christian Fuchs im Rahmen der Wiener Schule für Dichtung Student bei dem australischen Musiker Nick Cave, dessen Schaffen ihn stark beeinflusste. Nach eigener Aussage prägten ihn auch die Musikgenres Postpunk, Industrial sowie das Kino, im Speziellen Genres wie Film Noir, Horror, Mystery und vor allem die Regisseure David Lynch, Terrence Malick, Dario Argento sowie der US-Krimiautor James Ellroy.

## Musikalisches Schaffen

### Fetish 69

#### Alben
- Sexual Warfare! 2xCass, Ltd (69 Product, 1987)
- Pumpgun Erotic 12" Mini-Album (Play With Fire Records, 1990)
- Antibody (Nuclear Blast, 1993)
- Purge (Community, 1996)
- Geek (Doxa Records, 1999)
- Atomized (Doxa Records, 2003)

#### Singles & EPs
- Pig Blood!, 1988
- Brute Force, 1993
- Born Invisible, 1994
- Fetish 69 vs. Schlund - Retox 7", 2003

### Bunny Lake

#### Alben
- The Late Night Tapes (Angelika Köhlermann/Monkey Music, 2006)
- The Church of Bunny Lake (Klein Records, 2007)
- The Beautiful Fall (Universal Music, 2010)
- The Sound of Sehnsucht (Universal Music, 2012)

### Neigungsgruppe Sex, Gewalt und gute Laune

#### Alben
- Goodnight Vienna (Trikont, 2007)
- Wellen der Angst (Trikont, 2009)
- Loss mas bleibm (Trikont, 2012)

### Black Palms Orchestra

#### Alben
- Sad Moon Rising (Seayou Records, 2016)
- Tropical Gothic (Seayou Records, 2019)
- Palm Fiction (Seayou Records, 2021)

#### Singles
- No God Sent an Angel, 2018
- Like Waves, 2018
- Very Own Saints, 2019
- Twin Peaks Theme, 2020
- Nightcall, 2021

### Der Kleine Tod

#### Singles
- Sand (Seayou Records, 2024)
- Styx (Seayou Records, 2024)
- You’re My Heart, You’re My Soul (Seayou Records, 2024)